# Laura Bucher

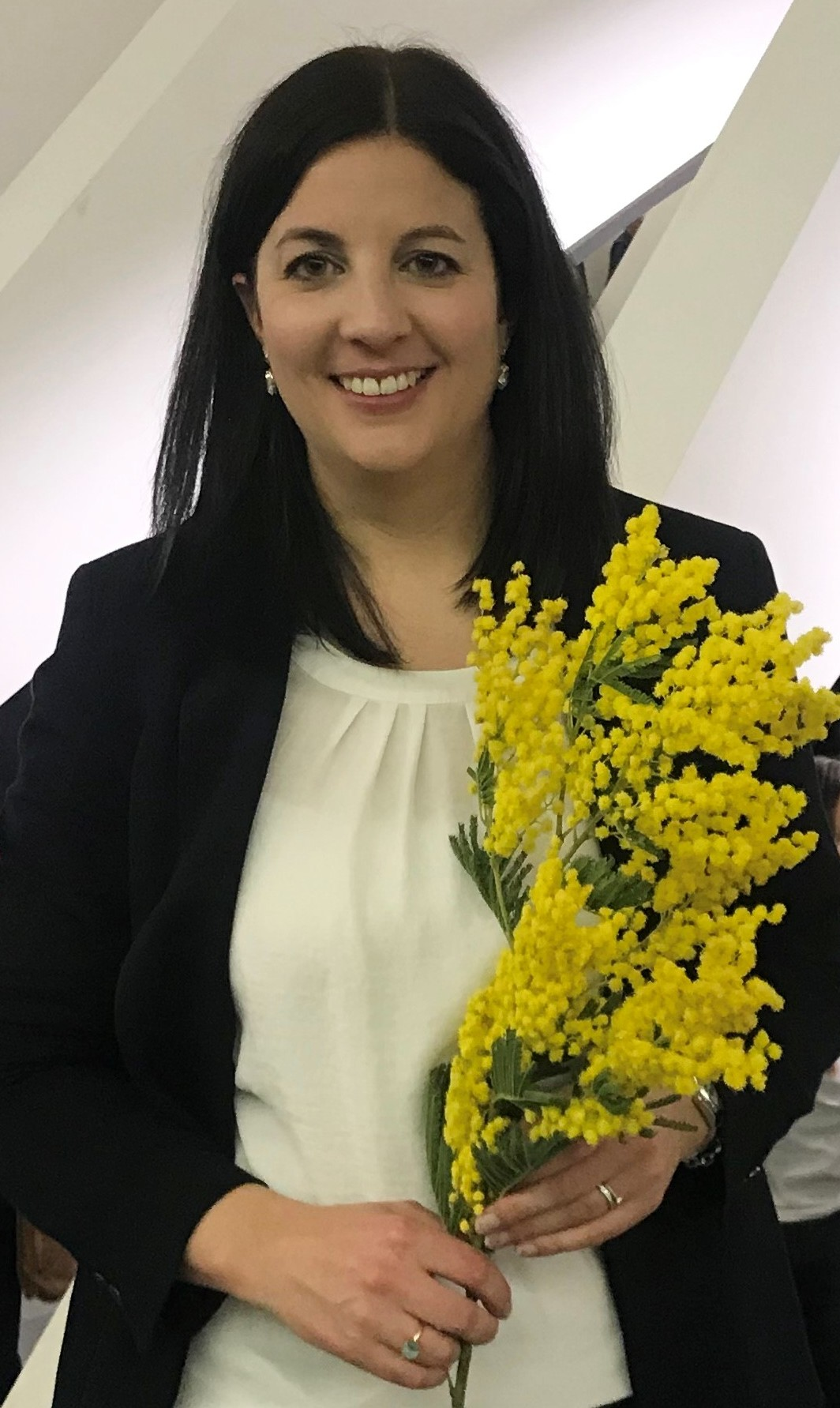
Laura Bucher am 8. März 2020.

Laura Bucher (* 5. August 1984) ist eine Schweizer Politikerin (SP) mit italienischen Wurzeln. Sie ist seit 2020 Regierungsrätin des Kantons St. Gallen und steht dem Departement des Inneren vor. Bucher ist Doppelbürgerin und besitzt sowohl die schweizerische als auch italienische Staatsangehörigkeit.

## Leben und Wirken
Bucher schloss 2003 die Maturität an der Kantonsschule in Heerbrugg ab. Von 2003 bis 2008 studierte sie Rechtswissenschaften an der Universität Zürich, 2006 und 2007 zudem an der Universität La Sapienza in Rom. 2008 schloss sie das Studium mit dem Lizenziat (lic. iur.) ab, 2013 wurde sie mit einer Doktorarbeit zur Rechtsstellung von Jugendlichen promoviert. Sie erwarb 2014 das Anwaltspatent des Kantons St. Gallen.
Laura Bucher ist Mitglied der Sozialdemokratischen Partei (Wahlkreis Rheintal), für die die sie von 2010 bis 2020 Einsitz in den St. Galler Kantonsrat nahm. Bucher war zudem Präsidentin ihrer Ortspartei in St. Margrethen und Vorstandsmitglied ihrer Kreispartei. Von 2018 bis zu ihrer Wahl in die Regierung war sie Co-Fraktionspräsidentin der SP-GRÜNE-Fraktion im St. Galler Kantonsparlament und Mitglied der Finanzkommission. Am 19. April 2020 setzte sie sich im zweiten Wahlgang der Regierungsratsersatzwahlen gegen ihren Konkurrenten Michael Götte (SVP) durch und wurde zusammen mit Beat Tinner (FDP) gewählt. Im März 2024 wurde ihr Amt im ersten Wahlgang für weitere vier Jahre bestätigt.
Ihre ersten beiden Jahre in der St. Galler Regierung waren geprägt von der Corona-Epidemie und den Entschädigungen für den Kulturbereich sowie der Coronahilfe für Familien und Einzelpersonen in finanziellen Schwierigkeiten. In der zweiten Hälfte dieser Amtszeit liegen ihre politischen Schwerpunkte auf der Vereinbarkeit von Familie und Beruf, der Armutsbekämpfung und wichtigen kulturpolitischen Vorhaben.
Bucher hat einen Runden Tisch der Vereinbarkeit ins Leben gerufen und pflegt einen regelmässigen Austausch mit Wirtschaft, Gewerkschaften, Familien- und Frauenorganisationen sowie Schulen und Gemeinden. Ziel dieser Bemühungen ist es, die Zahl der familienergänzenden Betreuungsplätze im Kanton St. Gallen deutlich auszubauen. Zudem will Bucher die Situation finanziell schwacher Familien genauer untersuchen. Kulturpolitisch will sie mit dem Projekt Neue Bibliothek einen Ort des Wissens und des Austauschs für die ganze Bevölkerung schaffen.
Bucher lebt mit ihrem Mann und zwei Söhnen in St. Margrethen.